# Templeton (Massachusetts)
Templeton és una població dels Estats Units a l'estat de Massachusetts. Segons el cens del 2000 tenia 6.799 habitants.

## Demografia
Segons el cens del 2000, Templeton tenia 6.799 habitants, 2.411 habitatges, i 1.808 famílies. La densitat de població era de 81,9 habitants/km².
Dels 2.411 habitatges en un 35,3% hi vivien nens de menys de 18 anys, en un 60,5% hi vivien parelles casades, en un 9,4% dones solteres, i en un 25% no eren unitats familiars. En el 19,7% dels habitatges hi vivien persones soles el 9,5% de les quals corresponia a persones de 65 anys o més que vivien soles. El nombre mitjà de persones vivint en cada habitatge era de 2,71 i el nombre mitjà de persones que vivien en cada família era de 3,09.
Per edats la població es repartia de la següent manera: un 26,1% tenia menys de 18 anys, un 6% entre 18 i 24, un 31,1% entre 25 i 44, un 23,9% de 45 a 60 i un 12,9% 65 anys o més.
L'edat mediana era de 38 anys. Per cada 100 dones de 18 o més anys hi havia 99,2 homes.
La renda mediana per habitatge era de 48.482 $ i la renda mediana per família de 52.936$. Els homes tenien una renda mediana de 38.088 $ mentre que les dones 26.993$. La renda per capita de la població era de 21.994$. Entorn del 7,4% de les famílies i el 9,1% de la població estaven per davall del llindar de pobresa.